# Chris Mulkey
Christian Mulkey, född 3 maj 1948 i Viroqua i Wisconsin, är en amerikansk skådespelare. Han är bland annat känd för rollen som Hank Jennings i TV-serien Twin Peaks (1990–1991).

## Filmografi i urval
- 1982 – First Blood
- 1990–1991 – Twin Peaks (TV-serie) (13 avsnitt)
- 1992 – Dödsfällan (TV-film)
- 1993 – Ghost in the Machine
- 1993–1994 – Bakersfield P.D. (TV-serie) (17 avsnitt)
- 1996 – The Fan
- 1996 – Broken Arrow
- 1997 – Behind Enemy Lines
- 1998 – Bulworth
- 1998–2002 – Any Day Now (TV-serie) (83 avsnitt)
- 2003 – Radio
- 2013 – Captain Phillips
- 2013 – The Purge
- 2014 – Whiplash
- 2016 – Wolves at the Door